# Coléter

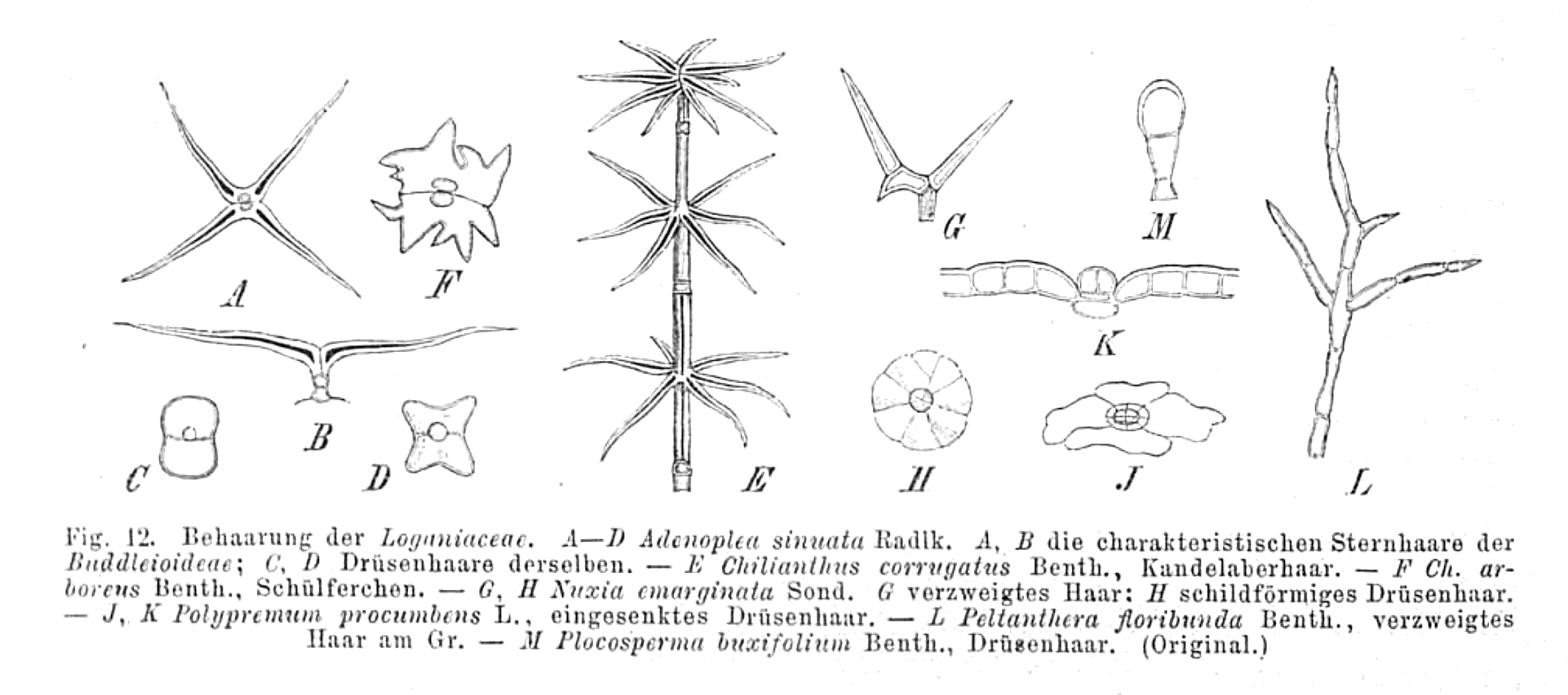
En las plantas de Loganiaceae se encuentran varios tipos de pelo, incluidas las pinzas secretoras multicelulares que se muestran aquí en sección transversal (C, D, H).

En Botánica, se denomina coléter a una estructura secretora pluricelular, formada por un núcleo parenquimático rodeado por una o dos capas de células epidérmicas, adoptando las células de la capa exterior una disposición columnar (en empalizada). Carecen de haces vasculares. Suelen adoptar aspecto de emergencias (tricomas), estrechados basalmente (con aspecto claviforme), frecuentemente formando grupos o mechones situados en diferentes partes de algunas plantas, p. ej., en las escamas que cubren las yemasDesam hibernantes de las especies del género Aesculus (castaños de Indias), en las estípulas de algunas Rubiaceae, en los bordes o el limbo foliar, en las brácteas, bracteolas,  cáliz o corola florales de otras angiospermas. El término coléter proviene del griego κόλλα (cola) y la terminación -éter como en uréter.
Los coléteres pueden ser de diversos tipos:
- estándar o tipo S: con aspecto de pelo claviforme;
- dendroide o tipo D: con aspecto ramificado; y
- penicilado o tipo B: con aspecto de pincel.

Actúan como protectores adicionales de las zonas con tejidos meristemáticos. Para ello, su producto de secreción, el mucílago, además de polisacáridos, contiene diversas proteínas de acción enzimática protectora, como quitinasas, β-1,3-glucanasas y polifenoloxidasas, que pueden dañar los componentes químicos de microorganismos atacantes. Sin embargo, en algunos casos, se ha comprobado que el exudado provoca el crecimiento de ciertas bacterias endofíticas, cuya función se desconoce.
- Datos: Q5147057